# Bo Larsson
Bo Larsson (5. května 1944, Malmö – 18. prosince 2023, Malmö) byl švédský fotbalista, záložník. V letech 1965 a 1973 byl vyhlášen švédským fotbalistou roku a v letech 1963, 1965 a 1970 byl nejlepším střelcem švédské fotbalové ligy.

## Fotbalová kariéra
Ve švédské lize hrál za Malmö FF, nastoupil ve 307 ligových utkáních a dal 124 gólů. S týmem vyhrál šestkrát švédskou fotbalovou ligu a čtyřikrát švédský fotbalový pohár. V letech 1966-1969 hrál německou bundesligu za VfB Stuttgart, nastoupil v 88 utkáních a dal 21 gólů. V Poháru mistrů evropských zemí nastoupil v 17 utkáních a dal 6 gólů, v Poháru vítězů pohárů nastoupil v 7 utkáních a dal 3 góly, ve Veletržním poháru nastoupil v 6 utkáních a dal 2 góly a v Poháru UEFA nastoupil v 1 utkání. Kariéru končil v nižších soutěžích v týmu Trelleborgs FF. Za reprezentaci Švédska nastoupil v letech 1964–1978 v 70 utkáních a dal 17 gólů. Byl členem švédské reprezentace na Mistrovství světa ve fotbale 1970, nastoupil ve 3 utkáních. Byl členem švédské reprezentace na Mistrovství světa ve fotbale 1974, nastoupil v 5 utkáních. Byl členem švédské reprezentace na Mistrovství světa ve fotbale 1978, nastoupil ve všech 3 utkáních.

## Ligová bilance
| Ročník                                 | Zápasy | Góly | Klub          |
| -------------------------------------- | ------ | ---- | ------------- |
| 1. švédská liga 1962                   | 14     | 4    | Malmö FF      |
| 1. švédská liga 1963                   | 22     | 17   | Malmö FF      |
| 1. švédská liga 1964                   | 19     | 11   | Malmö FF      |
| 1. švédská liga 1965                   | 22     | 28   | Malmö FF      |
| 1. švédská liga 1966                   | 9      | 7    | Malmö FF      |
| Německá fotbalová Bundesliga 1966/1967 | 22     | 7    | VfB Stuttgart |
| Německá fotbalová Bundesliga 1967/1968 | 33     | 5    | VfB Stuttgart |
| Německá fotbalová Bundesliga 1968/1969 | 33     | 9    | VfB Stuttgart |
| 1. švédská liga 1969                   | 9      | 5    | Malmö FF      |
| 1. švédská liga 1970                   | 22     | 16   | Malmö FF      |
| 1. švédská liga 1971                   | 22     | 13   | Malmö FF      |
| 1. švédská liga 1972                   | 21     | 2    | Malmö FF      |
| 1. švédská liga 1973                   | 23     | 6    | Malmö FF      |
| 1. švédská liga 1974                   | 22     | 4    | Malmö FF      |
| 1. švédská liga 1975                   | 26     | 8    | Malmö FF      |
| 1. švédská liga 1976                   | 26     | 2    | Malmö FF      |
| 1. švédská liga 1977                   | 19     | 0    | Malmö FF      |
| 1. švédská liga 1978                   | 26     | 1    | Malmö FF      |
| 1. švédská liga 1979                   | 5      | 0    | Malmö FF      |
| CELKEM Německá fotbalová Bundesliga    | 88     | 21   |               |
| CELKEM 1. švédská liga                 | 307    | 124  |               |